# Rafał Leszczyński (1650–1703)
Rafał Leszczyński sau Raphaël Leszczynski (1650–1703) a fost membru al nobilimi poloneze (un „magnat”), tatăl regelui Stanisław Leszczyński al Poloniei, ales în 1704.

## Biografie

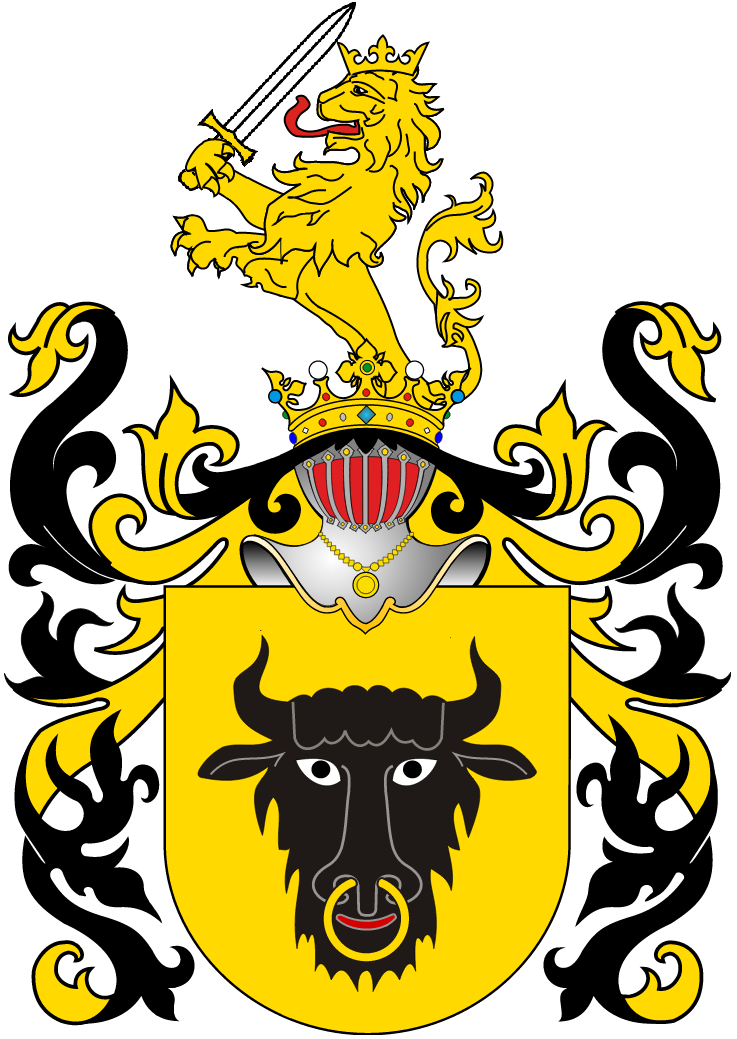
Blazonul casei Leszczyński

Rafał provine din familia Leszczyński (clanul Wieniawa), o familie de conți ai Sfântului Imperiu Roman, a căror avere se afla în principal în Polonia Mare; în special în regiunea orașului Leszno de la care provine numele lor.
Fiul lui Bogusław, vicecancelar al Coroanei, și al Annei, născută Denhoff, nepotul lui Rafał, voievod de Bełsk. În tinerețe a petrecut mulți ani în străinătate, în special în Franța.
În 1676, s-a căsătorit cu Anna Jablonowska (1660-1727), de asemenea membră a unei mari familii poloneze.
A murit otrăvit. A fost înmormântat în biserica parohială din Leszno, cu excepția inimii sale, care a fost înmormântată în biserica iezuită din Poznań.

## Funcții deținute
- Podstoli (ispravnic) al coroanei în 1676[13]
- Stolnic al coroanei în 1677[14]
- Krajczy (majordom) al coroanei în 1678[15]
- Grand Chorąży (purtător de standard) al coroanei în 1683[16]
- Voievod (sau Palatin) al Voievodatului Kalisz din 1685[17]
- Voievod de Poznań în 1687[18]
- Voievod de Łęczyca în 1692[19]
- Staroste general al Poloniei Mari în 1692[20]
- Mare Trezorier al Coroanei în 1702
- Staroste de Wschowa, Mostîska, Odolanów, Dubno și Nowy Dwór